# 五年目のひとり
『五年目のひとり』（ごねんめのひとり）は、「山田太一ドラマスペシャル」としてテレビ朝日系列で2016年11月19日の21時から23時6分に放送されたスペシャルドラマ。山田太一作、渡辺謙主演。東日本大震災から5年後の東京のとある街を舞台に、震災の津波で家族を失い心に大きな傷を負った孤独な中年男性と多感な女子中学生との交流を通じて、震災の「その後」と「再生」を描く。
平成28年度（第71回）文化庁芸術祭賞テレビ・ドラマ部門優秀賞、東京ドラマアウォード2017作品賞単発ドラマ部門優秀賞受賞作。

## あらすじ
2015年、東京のとある町の小さなベーカリー「ここだけのパン屋」で働く中年男性・木崎秀次は、たまたま訪れた中学校の文化祭でダンスを発表していた女子生徒・松永亜美に目を奪われ、帰路の歩道橋上で亜美を呼び止めると「キレイだった」「いちばんだった」と称賛の言葉を残して立ち去る。思わぬ褒め言葉に有頂天の亜美に対し、不審を抱いた母・晶江は警察を呼ぶ騒動となる。
数日後偶然木崎を見かけてベーカリーで働いていることを知った亜美は、木崎が悪い人間とは思えず、木崎と会話を重ねて次第に打ち解けていく。やがて亜美はベーカリーの主人から東日本大震災の津波で家族8人を一度に失ったという木崎の秘められた過去を知り、まだ癒えぬその心の傷に触れていく。

## 登場人物
木崎秀次（きざき しゅうじ）
演 - 渡辺謙
ベーカリー「ここだけのパン屋」のアルバイト。同郷の知人のつてで移り住み、複雑骨折による約半年に及ぶ入院からの社会復帰のためのリハビリとして、無給でいいから働きたいと申し出る。
上野弘志（うえの ひろし）
演 - 高橋克実
「ここだけのパン屋」の店主。二人三脚で店を切り盛りしてきた妻・春奈の急な入院により、京子の紹介でアルバイトとして木崎を受け入れる。
上野春奈（うえの はるな）
演 - 木村多江
弘志の妻。急性膵炎により急遽入院する
松永満（まつなが みつる）
演 - 柳葉敏郎
亜美の父。町工場を経営する。
松永晶江（まつなが あきえ）
演 - 板谷由夏
亜美の母。クリーニング店のパート勤務。
松永晋也（まつなが しんや）
演 - 西畑大吾 (関西ジャニーズJr.)
亜美の兄。
松永亜美（まつなが あみ）
演 - 蒔田彩珠
中学生。木崎に文化祭で発表したダンスを褒められ、たびたび会いに行くようになる。
西沢いずみ（にしざわ いずみ）
演 - 山田優
亜美の中学校の美術教師。
花宮京子（はなみや きょうこ）
演 - 市原悦子
アパートで独り暮らしの女性。妹夫婦が営む老人施設の入居者たちの外出補助をボランティアで請け負う。同郷の木崎のことを気にかけている。
松永家に来た巡査
演 - 鈴木一功、寺井文孝
亜美が木崎に声をかけられたことで、不審者だと疑った晶江が警察に通報した。
高沢雪菜（たかざわ ゆきな）
演 - 原舞歌
亜美の友達
宮木イッ子（みやき いっこ）
演 - 大出菜々子
亜美の友達
他
大方斐紗子、大島蓉子、三田村賢二、西沢仁太、青木和代、わかばかなめ、早坂ひらら ほか

## スタッフ
- 作 - 山田太一
- 監督 - 堀川とんこう
- 音楽 - 川井憲次
- 製パン技術指導 - 実沢良二（国際製菓専門学校）、日本製粉
- ダンス振付 - あさづきかなみ
- 獣医療指導 - 原大二郎
- 医療指導 - 守屋俊介
- 技術協力 - ビデオスタッフ、Kカンパニー
- VFX - マリンポスト
- 美術協力 - KHKアート、ケイプランニング
- チーフプロデューサー - 五十嵐文郎（テレビ朝日）、近藤晋（Shin企画）
- ゼネラルプロデューサー - 内山聖子（テレビ朝日）
- プロデューサー - 藤本一彦（テレビ朝日）、藤田裕一（ロビー・ピクチャーズ）
- ラインプロデューサー - 伊藤学
- 制作著作 - テレビ朝日

## 受賞歴
- 平成28年度（第71回）文化庁芸術祭賞 テレビ・ドラマ部門 優秀賞
- 東京ドラマアウォード2017 作品賞 単発ドラマ部門 優秀賞[3]
- 2017年日本民間放送連盟賞 テレビドラマ種目 優秀賞[4]